# Elektrická jednotka 460
Elektrická jednotka 460 je československá elektrická jednotka, po rozdělení federace používaná v obou jejích nástupnických státech – v Česku a na Slovensku. Sériově byla vyráběna v letech 1974–1978 v závodě Vagónka Tatra n. p. Studénka.

## Popis
Řešení jednotek vychází z řady 560, oproti této řadě nebo řadě 451/452 jsou však použita jak celkově, tak i u některých uzlů tradičnější řešení.
Kvůli zvýšení pevnosti skříně (oproti řadě 451/452, která byla částečně nízkopodlažní) bylo zvoleno vysokopodlažní uspořádání.
Na rozdíl od střídavých jednotek 560 byla použita odporová regulace výkonu s předpokladem budoucí výměny za tyristorovou pulzní, ke které však nikdy nedošlo. Také byly použity obvyklejší podvozky s tuhým rámem namísto rámů torzně poddajných a s individuálním pohonem dvojkolí namísto skupinového.
Z výroby byly tyto jednotky dodávány v pětivozovém provedení, ale u jednotek ČD dříve dislokovaných v Ústí nad Labem a jednotek ZSSK se často používalo uspořádání jen se čtyřmi vozy (2 hnací + 2 vložené). Vyňaté vozy z Ústí nad Labem byly v srpnu 2002 u Českých drah přesunuty do Brna (mezi nimi byly i vozy prototypové soupravy 063.301 a 063.302) a v letech 2003 až 2005 byly vloženy do jednotek 560, které tím byly zvětšeny na šestivozové.
Jednotek bylo vyrobeno celkem 43 a byly přiděleny do lokomotivních dep v Ostravě, Ústí nad Labem a Košicích. V prosinci 2007 byly jednotky z Ústí nad Labem přesunuty do Bohumína. V roce 2009 byla část jednotek včetně ex ústeckých přesunuta z Bohumína do Olomouce. Po redislokacích a změnách organizační struktury byly všechny jednotky Českých drah dislokovány v OCÚ Východ, SÚ Olomouc a Bohumín, jednotky ZSSK v RD Košice.

## Nehody
V roce 1988 najela u Třince jednotka 460 na nákladní vlak, po nehodě musel být zrušen vůz 460.022 a vůz 460.021 byl využíván na náhradní díly.
O rok později, 10. listopadu 1989, u Nových Kopist do jednotky tvořené vozy 460.081+460.082 narazil mezinárodní expres 373 Balt-Orient v čele s lokomotivou 350.009. Vůz 460.081 byl zrušen a vůz 460.082 zůstal jako záložní v DKV Ústí nad Labem.
Další smutná událost se stala 12. března 1997, kdy v Bohumíně vypukl požár na nejstarší, prototypové jednotce 460.001+460.002, po kterém byly zrušeny vozy 460.002 a 063.303 a vůz 460.001 byl spojen s osiřelým vozem 460.082, čímž byla vytvořena nová jednotka. Vložené vozy 063.301 a 063.302 byly přeznačeny na řadu 060 a v červnu 1999 přesunuty do Brna, kde byly zařazeny k jednotkám řady 560.[ve zdroji nenalezeno]
Další požár vzplál 2. prosince 2005 v železniční stanici Čaňa na jednotce tvořené vozy 460.035+460.036 a zcela byl zničen vůz 460.036, který byl posléze zrušen.

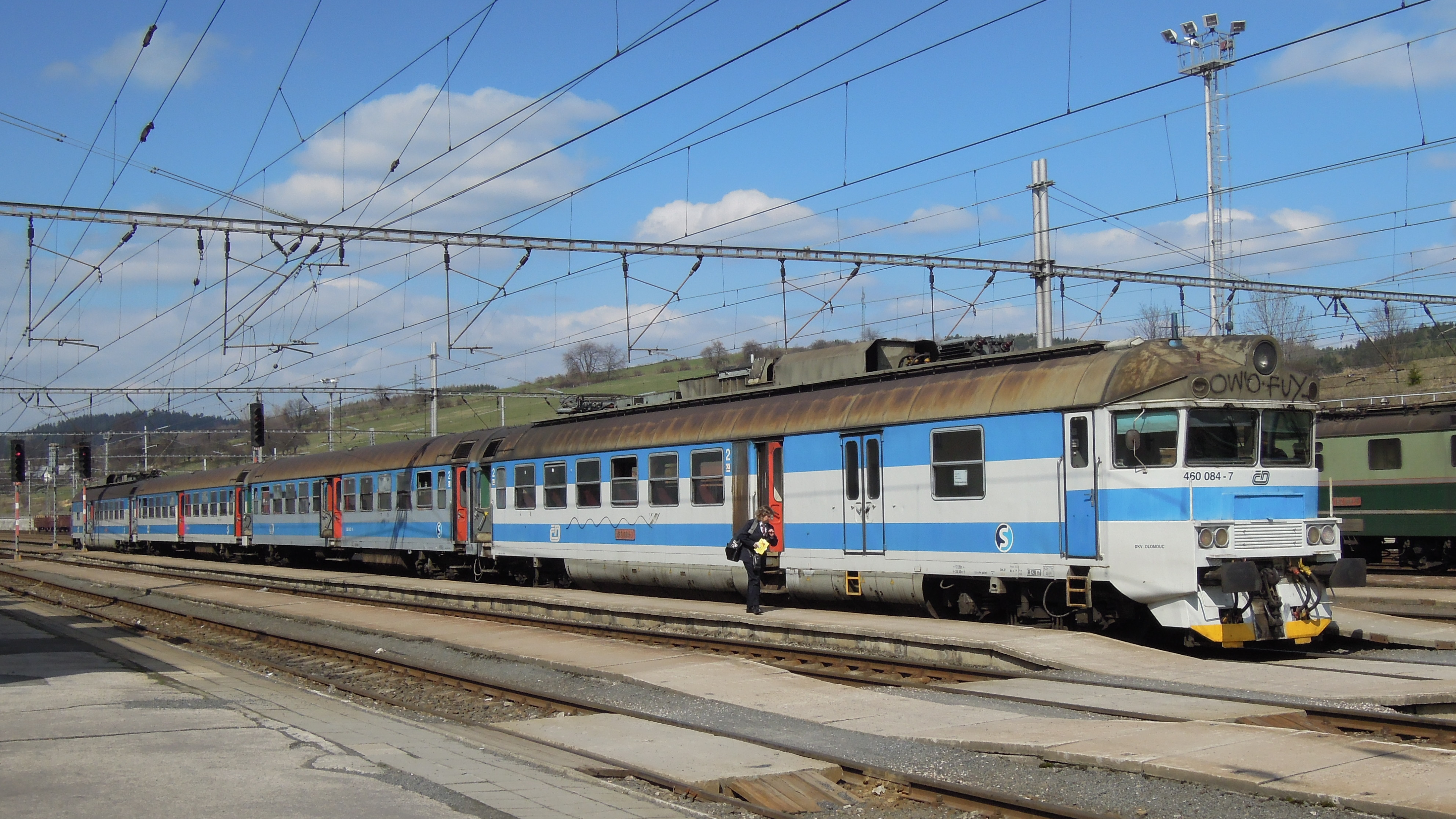
Elektrická jednotka řady 460 při odjezdu ze železniční stanice Opava východ
- Elektrická jednotka řady 460 při odjezdu z Jeseníku nad Odrou, interiér jednotky
- Elektrická jednotka řady 460 ve stanici Horní Lideč

## Provoz v Česku

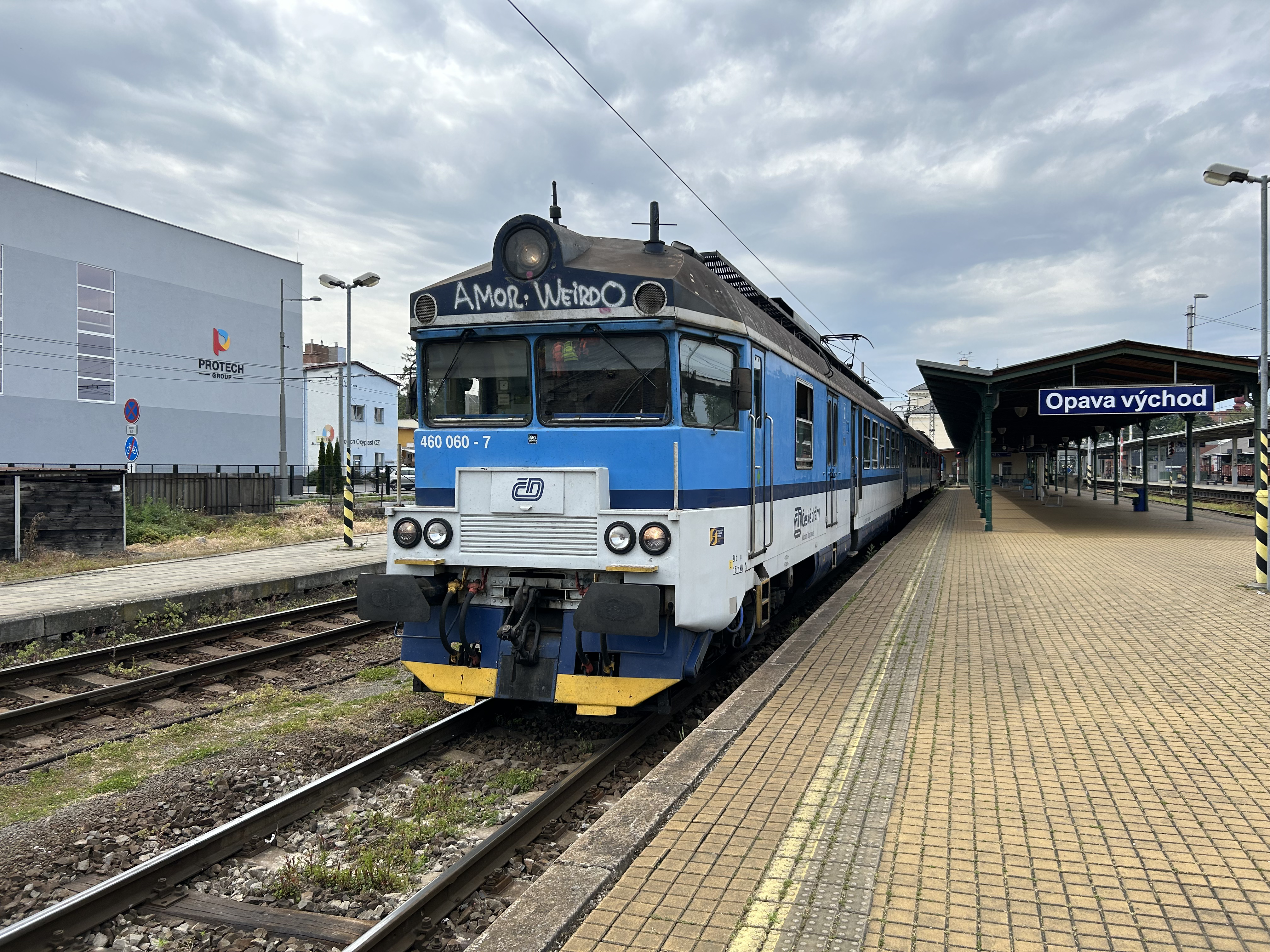
Jednotka 460 ve stanici Opava východ na lince R27 během výluky mezi Krnovem a Opavou

V GVD 2020/21 jezdily elektrické jednotky 460 v Moravskoslezském kraji jako zálohy za elektrické jednotky 471 a na krátkých vlacích Ostrava-Kunčice – Ostrava-Svinov, ale kvůli poruchám a nedostatku CityElefantů byly v provozu dennodenně i na linkách S1 a R61, někdy se dostaly i na linku S2 a S3. V PJ Bohumín bylo v dubnu 2022 deponováno 6 souprav – 460 005/006, 009/010, 014/025, 015/016, 061/062 a 063/064. V Olomouckém kraji jezdily na vlacích Olomouc – Prostějov a Olomouc – Přerov – Vsetín. Po začátku 2. vlny pandemie covidu-19 byly jednotky v obou depech zkráceny na třívozové. Až v polovině roku 2021 byly prodlouženy na čtyřvozové soupravy. V Bohumíně stále jezdily čtyřvozové, zato v Olomouci byly na žádost kraje zkracovány zpět na třívozové. 
V obou krajích začaly být tyto jednotky od léta 2023 nahrazovány jednotkami řady 640.2 RegioPanter, ukončujícími přes 50 let dlouhou éru jejich provozu. Oficiální rozlučka s řadou 460 proběhla 19. až 21. dubna 2024 v Olomouci. Byla zakončena vypravením téměř vyprodaného Tornádo Expresu, vedeného jednotkou 460.079/080 z Olomouce do Střelné a poté zpět ze Střelné do Chomutova, odkud zamířila do depozitáře.
Při výluce Krnov – Opava východ, která proběhla mezi 20. květnem a 26. červencem 2024, zakončily svůj provoz poslední tři provozní jednotky v úseku Opava–Ostrava na lince R27.

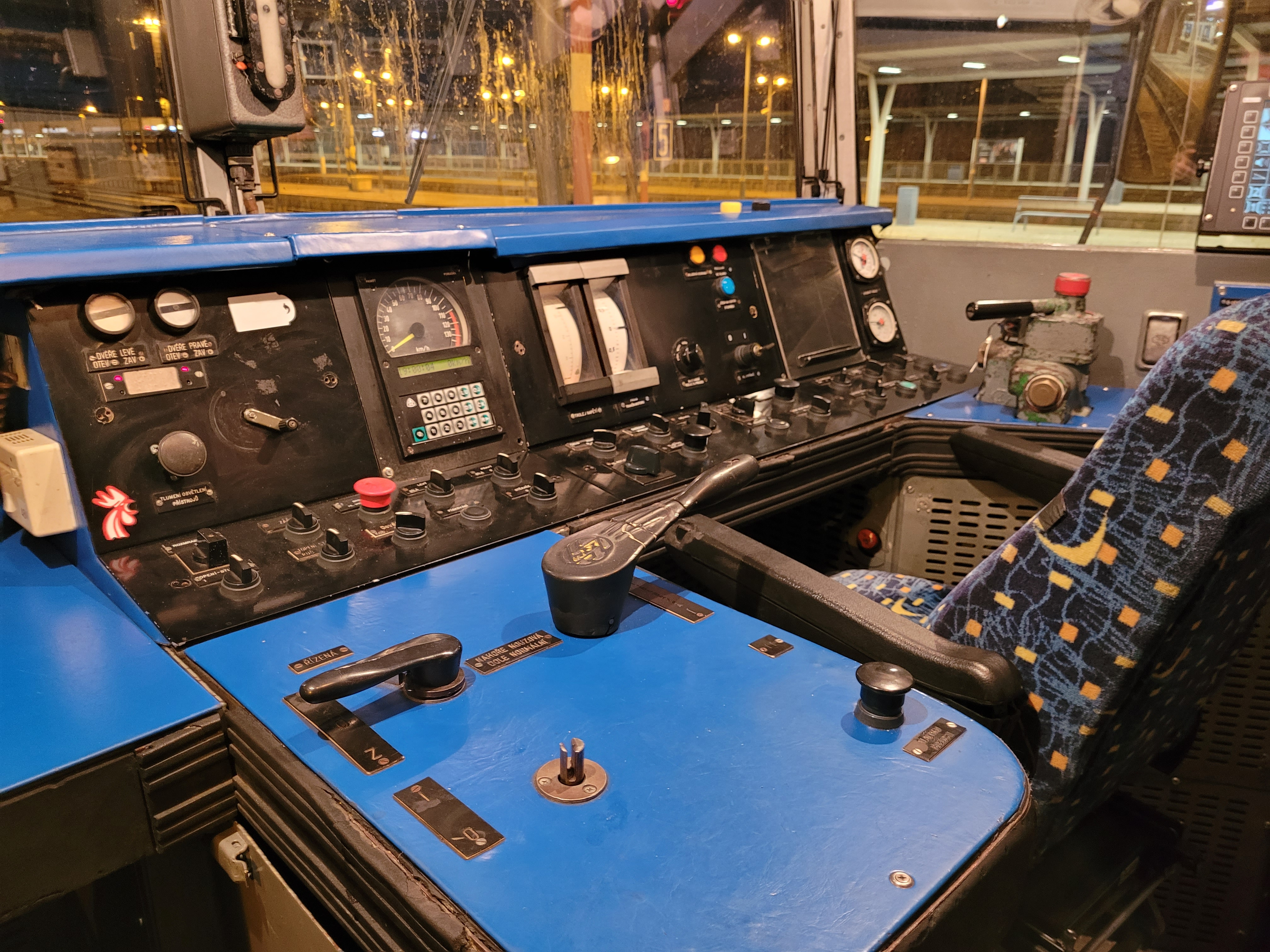
Kabina 460.059
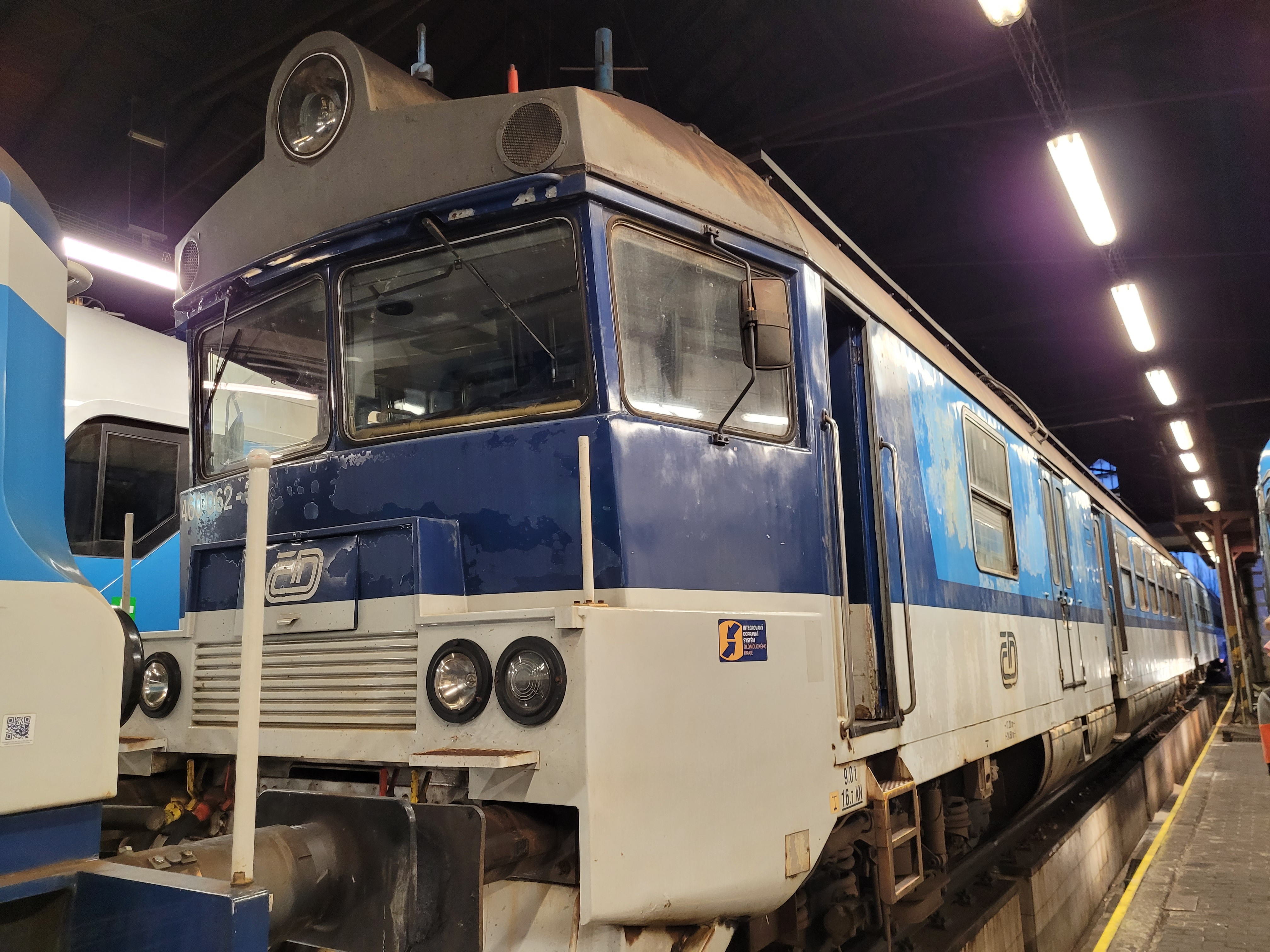
460.062 v Olomouckém depu
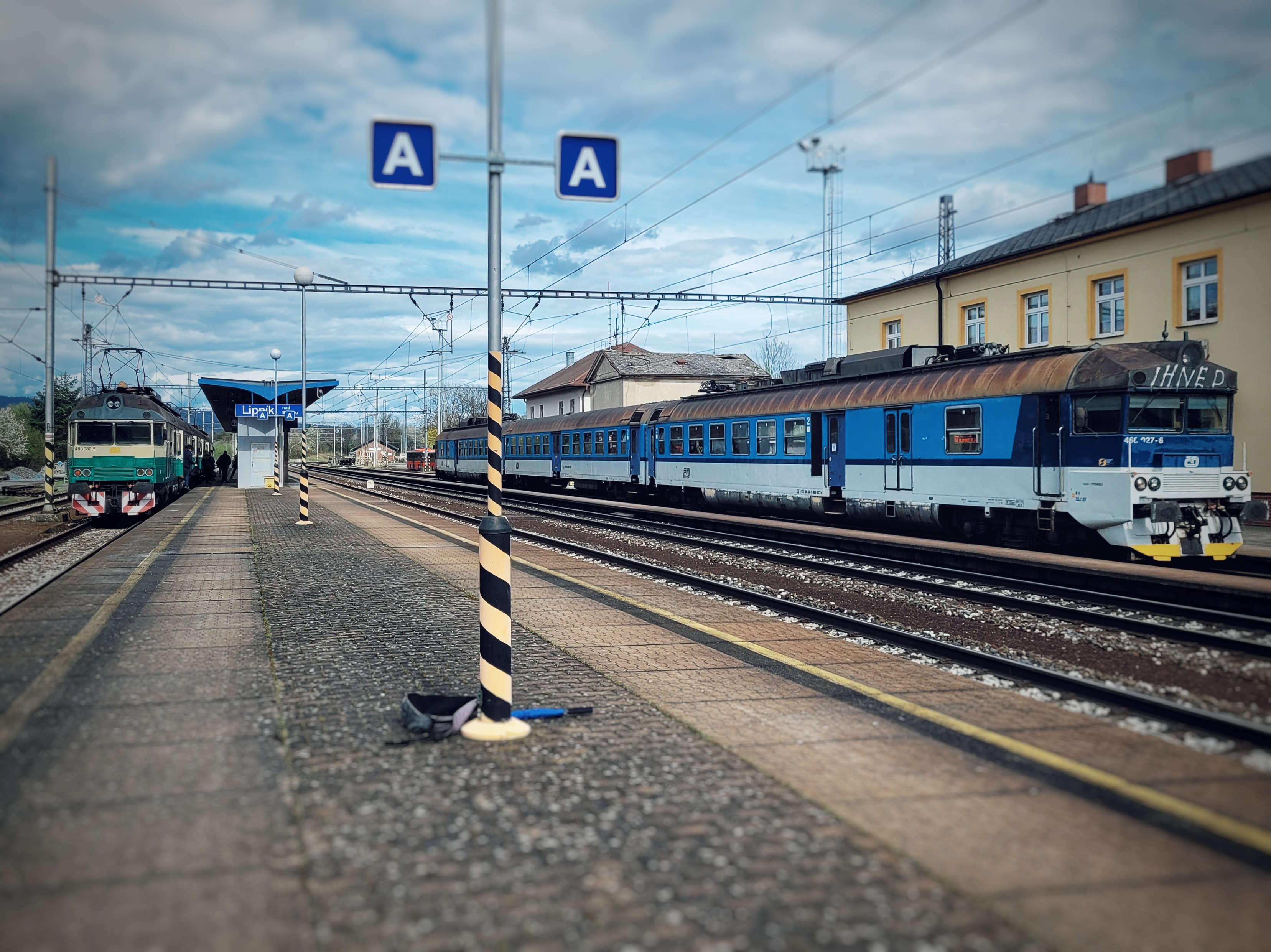
460.079/080 a 460.027/028 v LnB
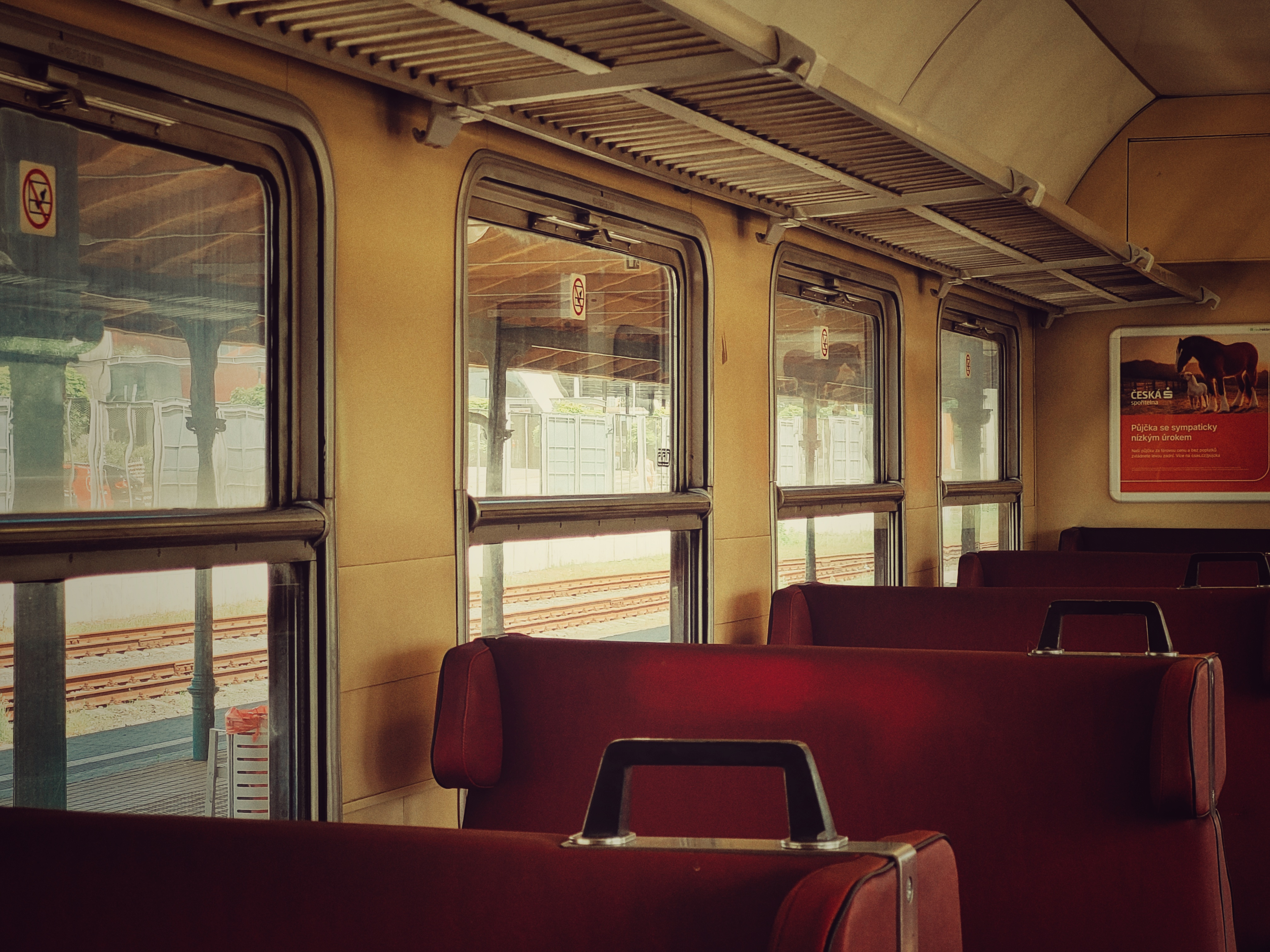
Oddíl pro pasažéry v 460.069

## Provoz na Slovensku
V jízdním řádu 2022/2023 jezdily elektrické jednotky 460 na vlacích Prešov – Košice, Prešov – Čierna nad Tisou a Poprad – Košice.
Poslední jednotka řady 460 na Slovensku, a to 460.043/044, skončila v pravidelném provozu na trasách v okolí Košic 13. května 2024. Rozloučení proběhlo 25. a 26. května 2024. Zájem o jednotku projevil spolek Dětská železnice Košice.

## Historické jednotky
- 460.079/080 (České dráhy, SÚ Olomouc)
- 460.059 (České dráhy, CHV Lužná u Rakovníka, Olomouc)
- 460.043/044 (spolek Dětská železnice Košice)